# Bernolákovo
Bernolákovo (in ungherese Cseklész, in tedesco Landschütz) è un comune della Slovacchia facente parte del distretto di Senec, nella regione di Bratislava.